# Delain (band)
Delain is een Nederlandse symfonische-metalband. De band werd in 2002 opgericht door Martijn Westerholt, de voormalig toetsenist van Within Temptation.

## Biografie

### Beginjaren (2002–2007)
Delain is opgericht in 2002 door Martijn Westerholt. Hij verliet een jaar eerder Within Temptation omdat hij leed aan de ziekte van Pfeiffer. Ze brachten in dat jaar ook een demo uit, getiteld Amenity. In 2005 begonnen de opnamen van het debuutalbum, nadat ze door Roadrunner Records gecontracteerd waren.
Delain begon als een project waarvoor Westerholt verscheidene muzikanten uitnodigde. Met deze projectleden werd het debuutalbum Lucidity opgenomen. Charlotte Wessels werd de hoofdzangeres, die in de meeste nummers te horen is, de andere projectleden waren Marco Hietala van Nightwish (basgitaar en zang), Ad Sluijter van Epica (gitaar), Liv Kristine van Leaves' Eyes (zang), Sharon den Adel van Within Temptation (zang), George Oosthoek (grunts) en Guus Eikens (gitaar), beiden ex-leden van Orphanage, Ariën van Weesenbeek van God Dethroned en Epica (drums) en Jan Yrlund (gitaar).

### April Rain tot Apocalypse & Chill (2007–2021)
Pas later werd er, om ook live op te kunnen treden, een vaste band gevormd. Naast Martijn Westerholt en Charlotte Wessels bestond deze uit Ronald Landa (grunts en gitaar), Rob van der Loo (basgitaar) en Sander Zoer (drums).
Tot de zomer van 2007 maakte gitarist Ray van Lente deel uit van de band. De band speelde verder met één gitarist. Ronald Landa stapte in 2009 uit de band om zijn muzikale dromen te volgen. Sinds november 2009 is Ewout Pieters de nieuwe vaste gitarist van Delain.
Het tweede album van Delain, April Rain, kwam op 20 maart 2009 uit. In vergelijking met het eerste album zijn er weinig gastoptredens; alleen Marco Hietala (zang), Maria Ahn (cello) en Guus Eikens (gitaar) vervullen een gastrol.
In februari 2010 kondigden de bandleden aan dat ze aan hun derde album begonnen te werken, dat de bassist Rob van der Loo de band datzelfde jaar zou verlaten wegens tijdgebrek en dat Otto Schimmelpenninck van der Oije zijn plaats zou innemen. Daarnaast nam Delain na de tournee van 2010 afscheid van gitarist Ewout. Hij werd eind 2010 vervangen door gitarist Timo Somers, die voorheen in Vengeance speelde. Begin 2012 werd bekend dat Somers het naast Delain erg druk had met andere projecten, en dat daarom Bas Maas (ex-After Forever en Doro Pesch) tijdens een aantal optredens de gitarist zou worden. Op deze manier kon Somers ook tijd aan zijn andere projecten besteden. Later dat jaar nam Somers zijn plaats in Delain weer over.
Op 1 juni 2012 werd, na veel problemen met de platenmaatschappij, We Are the Others uitgebracht. Het album bevat nog maar één gastoptreden, te weten dat van Burton C. Bell (zanger van Fear Factory) in het nummer Where is the Blood. De tekst van de titeltrack We Are the Others is geïnspireerd op een tragisch voorval uit 2007, toen het Britse meisje Sophie Lancaster samen met haar vriend werd mishandeld door een gewelddadige groep jongeren om hun 'alternatieve' uiterlijk. De twee belandden in een coma in het ziekenhuis, waar Sophie Lancaster bezweek aan haar verwondingen.
Delain bracht in 2017 het livealbum A decade of Delain: Live at Paradiso uit, ter ere van het tienjarig bestaan van de band. In 2019 kwam de ep Hunter's Moon uit. Dit album bevatte vier nieuwe nummers en de liveregistratie van de tournee 'Danse Macabre' uit 2017, opgenomen in Tivoli Vredenburg. Tijdens deze tournee was Marco Hietala te gast. In 2020 verscheen het album Apocalypse & Chill, wat het laatste album zou zijn met de min of meer vaste bezetting van de band.

### Nieuwe bandleden en zangeres Diana Leah (2021–heden)
In 2021 verlieten Wessels, Schimmelpenninck van der Oije, Somers en De Boer de band. Westerholt is daarop teruggegaan naar de oorspronkelijke roots van Delain en zijn Sander Zoer en Ronald Landa er weer bijgekomen. De Italiaanse Ludovico Cioffi kwam er later ook bij als bassist.
Op 9 augustus 2022 verscheen het nieuwe nummer The Quest and the Curse, inclusief de bijbehorende videoclip, en werd ook de naam van de nieuwe zangeres bekendgemaakt; de Roemeens-Italiaanse Diana Orga, beter bekend als Diana Leah. Het eerste album met Leah als zangeres, Dark Waters, verscheen op 10 februari 2023. De website ZwareMetalen waardeerde het album redelijk positief een met score van 70/100: "Het album mag dan geen grote sprong in vernieuwing maken, maar het behoudt met succes het vertrouwde geluid waar fans zo van houden. Met Diana Leah als een waardige opvolger en de bekwame songschrijverij van Martijn Westerholt, weet de band een atmosfeer te creëren die naadloos aansluit bij hun eerdere werk."

## Bandleden

### Huidige leden
- Martijn Westerholt – keyboard (2002, 2005–heden)
- Sander Zoer – drums (2006–2014, 2021-heden)
- Ronald Landa – gitaar, achtergrondzang, grunts (2006–2009, 2021–heden)
- Ludovico Cioffi - bas, achtergrondzang, grunts (2022–heden)
- Diana Leah - zang (2022–heden)

### Voormalige leden
- Charlotte Wessels – zang (2005–2021)
- Otto Schimmelpenninck van der Oije – basgitaar, achtergrondzang, grunts/screams (2010–2021)
- Timo Somers – gitaar, achtergrondzang (2011–2021)
- Joey de Boer – drums (2018–2021)
- Merel Bechtold – gitaar (2015–2019; live 2013, 2014–2015)
- Rob van der Loo – basgitaar (2006–2010)
- Guus Eikens – slaggitaar (2006–2007 session, 2008-2009, 2011–2012)
- Ray van Lente – gitaar (2006–2007)
- Ewout Pieters – gitaar, achtergrondzang (2009–2010)
- Ruben Israel – drums (2014–2018; live 2013)

### Bezetting 2002
- Roy van Enkhuyzen – gitaar (2002)
- Frank van der Meijden – gitaar (2002)
- Anne Invernizzi – zang (2002)
- Martijn Willemsen – basgitaar (2002)
- Tim Kuper – drums (2002)

### Toerleden
- Roel Vink – basgitaar (2009)
- Bas Maas – gitaar (2012)

### Sessiemuzikanten
- Marco Hietala – basgitaar (2006), zang (2006, 2009, 2014)
- Ad Sluijter – gitaar (2006)
- Guus Eikens – gitaar, achtergrondzang (2006, 2009, 2012, 2014)
- Ariën van Weesenbeek – drums (2006)
- Rosan van der Aa – achtergrondzang (2006)
- Jan "Örkki" Yrlund – gitaar (2006)
- Sharon den Adel – zang (2006)
- Liv Kristine – zang (2006)
- George Oosthoek – grunts/screams (2006, 2009, 2012, 2014)
- Alissa White-Gluz – zang (2014, 2016)
- Burton C. Bell – zang (2012)

## Discografie

### Albums
| Album met eventuele hitnotering(en) in de Nederlandse Album Top 100 | Datum van verschijnen | Datum van binnenkomst | Hoogste positie | Aantal weken | Opmerkingen |
| ------------------------------------------------------------------- | --------------------- | --------------------- | --------------- | ------------ | ----------- |
| Amenity                                                             | 2002                  | -                     |                 |              | Demo        |
| Lucidity                                                            | 01-09-2006            | 02-09-2006            | 43              | 8            |             |
| April rain                                                          | 20-03-2009            | 28-03-2009            | 14              | 10           |             |
| We Are the Others                                                   | 01-06-2012            | 09-06-2012            | 4               | 4            |             |
| Interlude                                                           | 2013                  | 11-05-2013            | 37              | 1            |             |
| The Human Contradiction                                             | 04-04-2014            | 12-04-2014            | 24              | 4            |             |
| Moonbathers                                                         | 26-08-2016            | 03-09-2016            | 15              | 1            |             |
| Apocalypse & Chill                                                  | 7-02-2020             | 15-02-2020            | 24              | 1            |             |
| Dark Waters                                                         | 10-02-2023            | 18-02-2023            | 35              | 1            |             |

| Album met hitnotering(en) in de Vlaamse Ultratop 200 albums | Datum van verschijnen | Datum van binnenkomst | Hoogste positie | Aantal weken | Opmerkingen |
| ----------------------------------------------------------- | --------------------- | --------------------- | --------------- | ------------ | ----------- |
| Amenity                                                     | 2002                  | -                     |                 |              | Demo        |
| Lucidity                                                    | 01-09-2006            | -                     |                 |              |             |
| April rain                                                  | 20-03-2009            | -                     |                 |              |             |
| We Are the Others                                           | 01-06-2012            | 09-06-2012            | 82              | 6            |             |
| Interlude                                                   | 2013                  | 11-05-2013            | 141             | 3            |             |
| The Human Contradiction                                     | 04-04-2014            | 12-04-2014            | 65              | 8            |             |
| Moonbathers                                                 | 26-08-2016            | 03-09-2016            | 23              | 1            |             |
| Apocalypse & Chill                                          | 7-02-2020             | 15-02-2020            | 45              | 2            |             |
| Dark Waters                                                 | 10-02-2023            | 18-02-2023            | 57              | 1            |             |

### Singles
| Single met eventuele hitnotering(en) in de Nederlandse Top 40 | Datum van verschijnen | Datum van binnenkomst | Hoogste positie | Aantal weken | Opmerkingen                                    |
| ------------------------------------------------------------- | --------------------- | --------------------- | --------------- | ------------ | ---------------------------------------------- |
| Frozen                                                        | 2007                  | 10-03-2007            | 36              | 2            | Nr. 46 in de Single Top 100                    |
| See Me In Shadow                                              | 2007                  | 04-08-2007            | tip2            | -            | met Liv Kristine / Nr. 46 in de Single Top 100 |

## Trivia
- De band is vernoemd naar het gelijknamige fictieve koninkrijk Delain uit Stephen King's "Ogen van de Draak".